# Camporgiano
Camporgiano és un comune (municipi) de la província de Lucca, a la regió italiana de la Toscana, situat uns 90 km al nord-oest de Florència i uns 40 km al nord-oest de Lucca. L'1 de gener de 2018 la seva població era de 2.137 habitants.
Camporgiano limita amb els municipis de Careggine, Castelnuovo di Garfagnana, Piazza al Serchio, San Romano in Garfagnana i Vagli Sotto.

## Evolució demogràfica
| Gràfica d'evolució demogràfica de Camporgiano entre 1861 i 2001 |
|                                                                 |
| Font ISTAT - Elaboració gràfica de Viquipèdia                   |